# Superache
Superache (tạm dịch: đớn đau tột cùng) là album phòng thu thứ hai của nam ca sĩ kiêm sáng tác nhạc người Mỹ Conan Gray, được ra mắt vào nửa đêm ngày 24 tháng 6 năm 2022 bởi hãng đĩa Republic Records , tiếp nối sau sự thành công của album đầu tay Kid Krow. Được miêu tả bởi nam ca sĩ như một sự phơi bày những mối tình tan vỡ đầy đau đớn của chính anh, Superache đã nói đến những chủ đề như tổn thương thời thơ ấu, sự lạm dụng, tình bạn và cả tình yêu - những chủ đề luôn song hành theo quá trình trưởng thành của Gray.
Những đĩa đơn quảng bá được tung ra trước khi album chính thức ra mắt bao gồm "Astronomy", "People Watching", "Jigsaw", "Memories" và "Yours". Trong khi đó, 2 đĩa đơn lẻ được Conan giới thiệu trước đây gồm "Overdrive" và "Telepath" đã được chọn là 2 bonus track (bài hát tặng kèm) trong phiên bản  album phát hành độc quyền tại Nhật Bản của anh. Tác phẩm được khắc hoạ là một album nhạc pop với sự xuất hiện của những yếu tố dance-pop, synth-pop, ballad và indie pop . Superache đã nhận được rất nhiều phản hồi tích cực đến từ các nhà phê bình, họ đều tán dương giọng hát của Gray, chất lượng sản xuất, lời nhạc sâu sắc và phong cách khác biệt so với sản phẩm tiền nhiệm trước của nam ca sĩ . Album đã debut ở vị trí thứ 9 trên bảng xếp hạng Billboard 200 Mỹ, với 43000 đơn vị được bán ra .

## Hoàn cảnh sáng tác
Gray đã trả lời phỏng vấn với tờ Rolling Stone rằng album phòng thu của anh ấy được sáng tác xoay quanh ca khúc "Family line" - được lấy cảm hứng từ "những tổn thương của thời thơ ấu, của thế hệ và sự trưởng thành đầy khó nhọc của nam ca sĩ. Thêm vào đó, ca khúc "Best friend" và "Astronomy" nằm trong album viết về người bạn thân nhất thời nhỏ của Conan mang tên Ashley.

## Đánh giá chuyên môn
| Đánh giá chuyên môn | Đánh giá chuyên môn |
| Điểm trung bình     | Điểm trung bình     |
| Nguồn               | Đánh giá            |
| ------------------- | ------------------- |
| Metacritic          | 81/100              |
| Nguồn đánh giá      |                     |
| Nguồn               | Đánh giá            |
| AllMusic            | [ 15 ]              |
| Clash               | 9/10                |
| NME                 | [ 17 ]              |
| Rolling Stone       | [ 18 ]              |

Superache đã nhận được nhiều đánh giá đến từ các nhà phê bình âm nhạc sau khi ra mắt. Trên trang Metacritic, nơi đánh giá dựa trên thang điểm tiêu chuẩn 100, album đã nhận được điểm số 81 dựa trên 4 bài đánh giá bày tỏ sự hoan nghênh đối với tác phẩm .

"Đó có thể là sự cường điệu hoá, nhưng 'Superache' vẫn mang lại cho khán giả cảm giác chân thật và sâu sắc. Chỉ cần đào qua những thăng trầm trong giai điệu và rồi bạn sẽ tìm ra sự dịu dàng thật sự ẩn trong tác phẩm".
- Georgia Evans, tờ NME

"Superache mang một sự trưởng thành đầy quyết đoán của Gray. Là một cú thay đổi chững chạc từ sau album đầu tay 'Kid Krow', 'Superache' tiếp tục là ví dụ điển hình cho sự rung cảm đầy tài tình của Conan đối với giai điệu nhạc Pop, nhưng bằng thế giới quan đứng đắn hơn của nam ca sĩ".
- Gem Stokes, tờ Clash

"Superache là một sản phẩm hoành tráng hơn album 'Kid Krow' của năm 2020, trong khi đó vẫn giữ gìn, và bằng nhiều cách khác nhau đã bộc lộ thêm phẩm chất chân thành - thứ đã khiến Conan trở thành một tượng đài tiêu biểu cho những người trẻ mang nỗi u sầu trên mạng".
Matt Collar, tờ AllMusic

"Trong album phòng thu thứ hai của mình, nhân vật YouTuber 23 tuổi trở thành ngôi sao nhạc pop đã giãi bày bản thân mình như một người chiêm nghiệm tinh xảo những tâm trạng của con người, thuật lại những cảnh tượng hằng ngày và làm nổi bật những chi tiết chỉ diễn ra trong thoáng chốc  với những tương tác có thể khiến một mối quan hệ ấm áp giữa hai người bỗng chốc đóng băng, không thể cứu vãn".
- Maura Johnston, tờ Rolling Stone

## Lưu diễn quảng bá
Vào đầu năm 2022, Conan đã trình diễn một vài ca khúc trong album Superache trong tour diễn vòng quanh thế giới của mình, và từ ngày 16 tháng 9 năm 2022, Gray sẽ khởi động chuyến lưu diễn quảng bá cho album tại Mỹ, Anh, Úc và New Zealand.

## Thành tích thương mại
Superache đã debut ở vị trí thứ 9 trên bảng xếp hạng Billboard 200 với hơn 43000 đơn vị album tương đương được bán ra.

## Danh sách ca khúc
Tất cả các ca khúc được viết bởi Conan Gray and Dan Nigro, trừ những phần được ghi chú. Tất cả bài hát đều được sản xuất bởi Dan Nigro, trừ những phần được ghi chú.
| Danh sách bài hát trong Superache | Danh sách bài hát trong Superache | Danh sách bài hát trong Superache | Danh sách bài hát trong Superache | Danh sách bài hát trong Superache |
| STT                               | Nhan đề                           | Sáng tác                          | (Các) nhà sản xuất                | Thời lượng                        |
| --------------------------------- | --------------------------------- | --------------------------------- | --------------------------------- | --------------------------------- |
| 1.                                | "Movies"                          |                                   |                                   | 3:34                              |
| 2.                                | "People Watching"                 | Gray Nigro Julia Michaels         |                                   | 2:38                              |
| 3.                                | "Disaster"                        | Gray Henry Walter Michaels        | Cirkut                            | 2:33                              |
| 4.                                | "Best Friend"                     |                                   |                                   | 2:28                              |
| 5.                                | "Astronomy"                       |                                   |                                   | 4:03                              |
| 6.                                | "Yours"                           |                                   |                                   | 3:24                              |
| 7.                                | "Jigsaw"                          |                                   |                                   | 3:28                              |
| 8.                                | "Family Line"                     |                                   |                                   | 3:36                              |
| 9.                                | "Summer Child"                    | Gray                              |                                   | 3:00                              |
| 10.                               | "Footnote"                        |                                   |                                   | 3:44                              |
| 11.                               | "Memories"                        |                                   |                                   | 4:08                              |
| 12.                               | "The Exit"                        | Gray Nigro Michaels               | Nigro Ryan Linvill [a]            | 3:41                              |
| Tổng thời lượng:                  | Tổng thời lượng:                  | Tổng thời lượng:                  | Tổng thời lượng:                  | 40:17                             |

| Bài hát tặng kèm (bonus track) trong phiên bản CD tại Nhật Bản | Bài hát tặng kèm (bonus track) trong phiên bản CD tại Nhật Bản | Bài hát tặng kèm (bonus track) trong phiên bản CD tại Nhật Bản               | Bài hát tặng kèm (bonus track) trong phiên bản CD tại Nhật Bản | Bài hát tặng kèm (bonus track) trong phiên bản CD tại Nhật Bản |
| STT                                                            | Nhan đề                                                        | Sáng tác                                                                     | (Các) nhà sản xuất                                             | Thời lượng                                                     |
| -------------------------------------------------------------- | -------------------------------------------------------------- | ---------------------------------------------------------------------------- | -------------------------------------------------------------- | -------------------------------------------------------------- |
| 13.                                                            | "Overdrive"                                                    | Gray Oliver Peterhof Chris Stracey The Monsters & Strangerz Tobias Jesso Jr. | Peterhof Stracey The Monsters & Strangerz Jesso                | 3:03                                                           |
| 14.                                                            | "Telepath"                                                     | Gray Michaels Ilya Salmanzadeh Caroline Ailin                                | Ilya                                                           | 3:14                                                           |
| Tổng thời lượng:                                               | Tổng thời lượng:                                               | Tổng thời lượng:                                                             | Tổng thời lượng:                                               | 46:40                                                          |

Notes
- ^[a]  chỉ ra nhà sản xuất bổ sung.

## Những người thực hiện
Nhạc sĩ
- Conan Gray – hát chính và giọng bè (tất cả bài hát), baritone (track 3), acoustic guitar (9)
- Dan Nigro – acoustic guitar (1, 4, 5, 8–12), giọng bè (1, 2, 4–12), bass (1, 2, 4, 6–8, 10, 12), trống điện tử (1, 2, 4, 6, 8, 10–12), guitar điện (1, 2, 5, 7, 8, 10, 12), piano (1, 2, 4–6, 8, 12), synthesizer (1, 6, 8, 10), gõ (2, 12), synthesizer (2), organ (6, 11), trống (7, 11), lập trình nhạc cụ (7)
- Julia Michaels – giọng bè (2)
- Sterling Laws – trống (2, 6)
- Ryan Linvill – lập trình nhạc cụ (2, 5), bass (5, 8, 10–12), saxophone (6, 12), trống điện tử (8, 10), synthesizer (8, 12), guitar điện (11)
- Cirkut – trống điện tử, keyboards, synthesizer (3)
- Ben Romans – piano (11)
- Paul Cartwright – viola, violin (12)

Kỹ thuật
- Randy Merrill – mastering
- Serban Ghenea – mixing (1–3, 11)
- Mitch McCarthy – mixing (4, 6–10, 12)
- Daniel Nigro – mixing (5), kỹ sư âm thanh (1, 2, 4–12)
- Ryan Linvill – kỹ sư âm thanh (1, 2, 4–12)
- Cirkut – kỹ sư âm thanh (3)

Ảnh bìa
- Conan Gray – chỉ đạo sáng tạo, chỉ đạo nghệ thuật, thiết kế
- Ryan Rogers – chỉ đạo nghệ thuật
- Connor Dewhurst – thiết kế
- Brian Ziff – chụp ảnh

## Thứ hạng trên các bảng xếp hạng
| Bảng xếp hạng (2022)                | Thứ hạng cao nhất |
| ----------------------------------- | ----------------- |
| Album Úc (ARIA)                     | 8                 |
| Album Áo (Ö3 Austria)               | 14                |
| Album Bỉ (Ultratop Vlaanderen)      | 14                |
| Album Bỉ (Ultratop Wallonie)        | 124               |
| Album Canada (Billboard)            | 24                |
| Album Hà Lan (Album Top 100)        | 9                 |
| Album Pháp (SNEP)                   | 182               |
| Album Đức (Offizielle Top 100)      | 13                |
| Album Ireland (OCC)                 | 8                 |
| Lithuanian Albums (AGATA)           | 21                |
| Album New Zealand (RMNZ)            | 11                |
| Album Ba Lan (ZPAV)                 | 21                |
| Album Scotland (OCC)                | 4                 |
| Album Tây Ban Nha (PROMUSICAE)      | 13                |
| Album Thụy Sĩ (Schweizer Hitparade) | 20                |
| Album Anh Quốc (OCC)                | 8                 |
| Album Hoa Kỳ Billboard 200          | 9                 |

## Lịch sử ra mắt
| Nơi ra mắt     | Ngày ra mắt      | Định dạng                           | Phiên bản                      | Hãng đĩa         | Tham khảo.    |
| -------------- | ---------------- | ----------------------------------- | ------------------------------ | ---------------- | ------------- |
| Toàn cầu       | 24 tháng 6, 2022 | Tải nhạc trực tuyến Phát trực tuyến | Tiêu chuẩn                     | Republic Records | [ 39 ] [ 40 ] |
| Vương quốc Anh | 24 tháng 6, 2022 | Đĩa CD                              | Tiêu chuẩn                     | Republic Records | [ 41 ]        |
| Hoa Kỳ         | 24 tháng 6, 2022 | Đĩa CD                              | Tiêu chuẩn                     | Republic Records | [ 42 ]        |
| Hoa Kỳ         | 24 tháng 6, 2022 | Đĩa CD                              | Độc quyền của Target           | Republic Records | [ 43 ]        |
| Nhật Bản       | 24 tháng 6, 2022 | Đĩa CD                              | Ca khúc bổ sung (bonus tracks) | Republic Records | [ 21 ]        |
| Vương quốc Anh | 24 tháng 6, 2022 | Đĩa than                            | Tiêu chuẩn                     | Republic Records | [ 44 ]        |
| Hoa Kỳ         | 24 tháng 6, 2022 | Đĩa than                            | Tiêu chuẩn                     | Republic Records | [ 45 ]        |
| Hoa Kỳ         | 24 tháng 6, 2022 | Đĩa than                            | Độc quyền của Target           | Republic Records | [ 43 ]        |
| Hoa Kỳ         | 24 tháng 6, 2022 | Đĩa than                            | Độc quyền của Urban Outfitters | Republic Records | [ 46 ]        |
| Hoa Kỳ         | 24 tháng 6, 2022 | Băng cassette                       | Tiêu chuẩn                     | Republic Records | [ 47 ]        |